# Joseph Paxton
Joseph Paxton, född 3 augusti 1804 i Milton Bryan, Bedfordshire, död 8 juni 1865 i London, var en engelsk trädgårdsmästare, botaniker och arkitekt.
Paxton var en av Englands förnämsta trädgårdsmästare. Under hans ledning blev de omfattande trädgårdarna och parkerna vid Chatsworth House i Derbyshire de främsta i England. Paxton blev mest uppmärksammad som upphovsman till Kristallpalatset, den originella utställningsbyggnaden i Hyde Park vid Londonutställningen 1851. Han var medlem av parlamentet 1854–1865 och adlades 1851.
Auktorsnamnet Paxton kan användas för Joseph Paxton i samband med ett vetenskapligt namn inom botaniken; se Wikipediaartiklar som länkar till auktorsnamnet.